# الضفداع (رواية)

الطبعة الصينية الأولى

الضفدع ( (بالصينية: 蛙؛ البينيين: Wā)) هي رواية للكاتب مو يان الحاصل على جائزة نوبل للآداب سنة  2012  صدرت لأول مرة في عام 2009. تدور أحداث الرواية حول جوجو (姑姑 "العمة من جهة الأب") عمة "الشرغوف" راوي الرواية. تجري جوجو عمليات إجهاض مختلفة بعد تطبيق سياسة الطفل الواحد. تناقش الرواية الأسباب التي أدت إلى تنفيذ هذه السياسة وعواقبها. ترجمت إلى الإنجليزية بواسطة هوارد جولدبلات (بالصينية : 葛浩文) المترجم الرائد للأدب الصيني المعاصر وأستاذ الأبحاث السابق في قسم اللغات والثقافات في شرق آسيا في جامعة نوتردام. لقد عمل كمترجم إنجليزي لمو يان لفترة طويلة.
في اللغة الصينية المندرينية تبدو كلمة الضفدع 蛙 ( wā ) مشابهة للصوت الذي يصدره الطفل (娃wā ) واسم الراوي يعني " الشرغوف ".
كتبت جانيت ماسلين من صحيفة نيويورك تايمز أن الصراعات بين مخططي الإجهاض الحكوميين الذين يعتقدون أنهم يفعلون الشيء الصحيح والآباء المحتملين تجعل من كتاب الضفدع "كتابًا دراميًا مذهلاً". كتب ستيفن مور من صحيفة واشنطن بوست أنه بما أن الرواية تتضمن مشاهد من الألم فإن فيلم " الضفدع " "لا يشكل جدلاً يدعم سياسة الطفل الواحد الضرورية رغم كونها قاسية القلب".

## الحبكة
جوجو المولودة في عام 1937 هي أول قابلة حديثة في بلدة تادبول. لقد وقعت في حب طيار في القوات الجوية في عام 1960 لكن الضابط ذهب إلى تايوان. تتكون الرواية من خمسة أجزاء كل جزء عبارة عن رسالة من تادبول إلى أستاذ ياباني. بعد زيارة أخيرة طلب الأستاذ مزيدًا من المعلومات حول مهنة عمته. من خلال ذكريات الماضي المتخللة بتأملاته يأخذنا تادبول في رحلة عبر ذكرياته عن حياة جوجو. لكن حياة جوجو تغيرت بالكامل عندما خان خطيبها وهو طيار الحزب وهرب إلى تايوان العدو الأكبر للصين. تصبح جوجو مدافعة شرسة عن السياسات الشيوعية بعد أن يشتبه في مشاركتها في السلوك المضاد للثورة مع خطيبها السابق. ولكي تعزز سمعتها بعلاقاتها السياسية قررت تنفيذ سياسة تنظيم الأسرة التي كانت سارية في ذلك الوقت بلا رحمة. وبفضل عملها الجاد تمكنت من أن تصبح مديرة للعيادة الصحية في المدينة. تنتهي علاقتها مع مجتمعها بالتوتر حيث تورطت في وفاة امرأتين بسبب أفعالها القسرية فيما يتعلق بتنظيم الأسرة. يفقد الشرغوف زوجته أثناء تفاعله مع جوجو بسبب عملية إجهاض فاشلة عندما اكتشف أن اللولب الذي زرع كجزء من السياسة بعد طفلها الأول قد أزيل.
في الكتاب الختامي لـ الضفدع نتعرف على المسرحية التي كتبها تادبول الذي أصبح الآن في الخمسينيات من عمره. تعيش جوجو التي أصبحت الآن في أواخر السبعينيات من عمرها ومتقاعدة في حالة من الندم والذنب المستمر بعد حياتها كقابلة. إنها تعاني من مسؤولية دماء الأطفال والأمهات التي تعتقد أنها على يديها ولكنها تحظى بالثناء داخل مجتمعها والقرى المحيطة بها بسبب يديها "السحرية". بصرف النظر عن الشهرة التي اكتسبتها في مجتمعها تشعر جوجو بالاشمئزاز من المسرحية التي كتبها تادبول عن حياتها لأنها تعتقد أنها خاطئة.
ثم نرى تشين مي الابنة الثانية لتشن بي التي لقيحت صناعيا وهي تبحث عن طفلها. بعد أن أصيبت بالشلل بسبب الحريق واعتبرها مجتمعها مجنونة أصبحت تشين مي في حالة من العوز. في بحثها المحموم عن طفلها تلتقي بـ تشين بي والأسد الصغير وعدد قليل من الآخرين. إنها تخطف طفلاً وتهرب به في محاولة للاحتفاظ به. ننتقل بعد ذلك إلى مشهد الحكم على من هي الأم "الحقيقية" الأسد الصغير أم تشين مي.

## الشخصيات والأدوار
الشرغوف (شياو باو) - ابن أخ غوغو
جوجو (وان شين) - قابلة

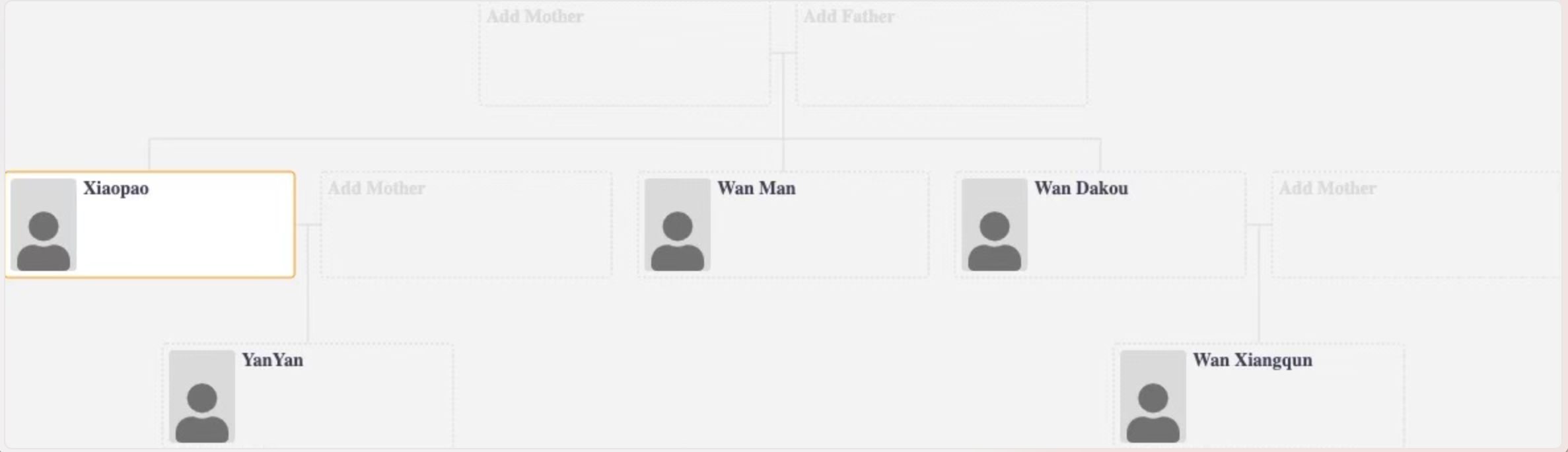
شجرة العائلة

جين شيو - ابن عم شياباو وشريك شياو في الأعمال
الأسد الصغير - متدرب جوجو
وان داكو (وان كو) - الأخ الأكبر لشياوباو وأب وان شيانغكون
وان ليوفو- والد جوجو
وان مان-أخت شياباو
وان شيانغ تشون - طيار في القوات الجوية وابن شقيق شياباو

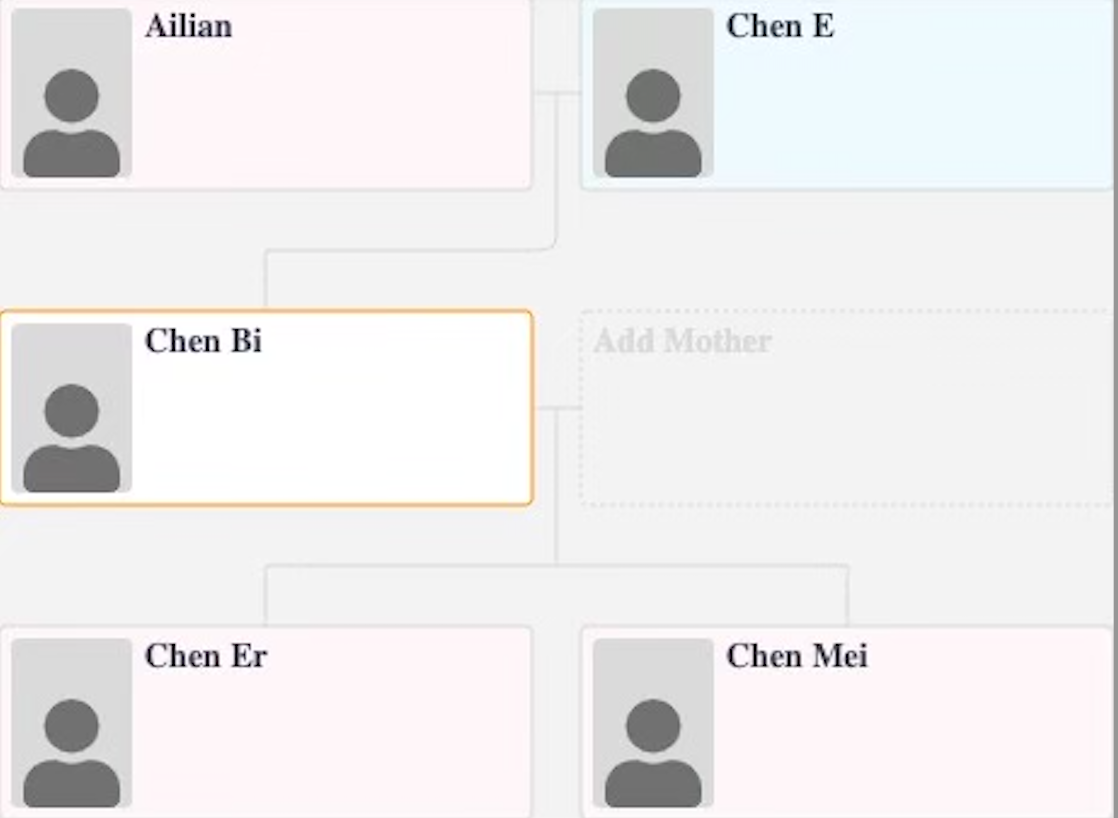
شجرة عائلة تشين بي

ووقوان- ابن عم شياوباو
يانيان- ابنة شياباو
عائلة تشين بي
إيليان - والدة تشين بي
تشين بي- زميلة شياو باو
تشين إي- والد تشين بي
ابنة تشين إر-تشين بي
ابنة تشين مي تشين بي

## المواضيع
سياسة الطفل الواحد
تشكل سياسة الطفل الواحد موضوعًا رئيسيًا في الرواية. يصور جوجو على أنه مسؤول حكومي ينفذ السياسة ويصبح مدير العيادة الصحية في المدينة. استخدم مو يان غوغو كمثال لتصوير عواقب إنجاب أكثر من طفل واحد فضلاً عن القوة التي فرضت على أي حالات حمل وأطفال غير قانونيين مثل عمليات الإجهاض القسري. أظهر مو يان السياسة طوال الرواية بشكل غير متحيز حيث أظهر الشخصيات المؤيدة والمعارضة لهذه الإجراءات. لقد حظرت الصين في ذلك الوقت وحتى يومنا هذا الكتب والأعمال الفنية وغيرها من الأعمال التي اعتبرت مناهضة للحزب الشيوعي الصيني. كانت سياسة الطفل الواحد مفهومًا اعتبر موضوعًا حساسًا مما جعل يان حذرًا بشأن كيفية كتابته عن الأيديولوجية حيث حدد الكتب من خلال ما إذا كانت الكتب معتمدة أو معدلة أو محظورة.
التمييز الجنسي
كان التمييز الجنسي شائعًا جدًا في جميع أنحاء سياسة الطفل الواحد حيث تعرضت النساء للضغوط للزواج وإنجاب الأطفال من أجل إرث السياسة وهي دولة ذات نسبة أعلى من الرجال والنساء وانخفاض في عدد السكان في سن العمل. خلال هذا الوقت لم يكن مسموحًا بإجراء اختبارات تحديد الجنس بالموجات فوق الصوتية. إذا أنجبت الأم طفلة يقوم الأفراد بوضعها في سلة ويتركونها في الشارع بدءًا من شخص عاش خلال هذا الوقت في الصين. كانت التمييز الجنسي شائعًا قبل تطبيق سياسة الطفل الواحد ففي ثلاثينيات القرن العشرين كان من الشائع رؤية ممارسات قتل الإناث والتخلي عنهن. وقد قدرت إحدى الدراسات أنه في بعض المحافظات كان التخلي عن الطفل يصل إلى واحدة من كل عشر مواليد إناث في تسعينيات القرن العشرين. وقد أدى هذا إلى اعتبار العديد من الأفراد "أطفالًا غير شرعيين" أو "أطفالًا سودًا" حيث سيحرمون من الخدمات العامة ومع ذلك سيتبنى العديد منهم لكنهم سيظلون يعانون من عيوب في تعليمهم. كما أخذ العديد من الفتيات وإرسالهن إلى دور الأيتام من أجل تبنيهن خارج البلاد. تتبنى أكثر من 1.5 مليون طفل معظمهم من الفتيات من قبل الأسر في أمريكا الشمالية وأوروبا في أوائل التسعينيات.
الضفادع
يعد استخدام الضفادع موضوعًا واضحًا في جميع أنحاء الرواية. ونتيجة للرقابة الشديدة التي نفيذت باستمرار في المجتمع الصيني وخاصة في وسائل الإعلام الصينية كان على مو يان أن يسلك طريقًا بديلًا للتحدث عن الموضوعات المحرمة. تستخدم الضفادع في جميع أنحاء الرواية بشكل مجازي لمعالجة قضايا معقدة مثل الإجهاض. في الكتاب الأخير بينما تتأمل جوجو القابلة وخالة الشرغوف حياتها وتطبيقها القاسي المحتمل لسياسة الطفل الواحد في قريتها تستخدم استعارات الضفادع للمساعدة في وصف مشاعرها. "مغطاة بالدماء وينوحون ويتأوهون مصحوبين بتلك الضفادع التي فقدت أرجلها ومخالبها. تتداخل الصرخات والنقيق معًا ولا يمكن تمييز أحدهما عن الآخر. يطاردونني في الفناء." مكتوب. إن الأسلوب المجازي الذي يتبعه يان في الرواية يسمح له بالحديث عن مواضيع معقدة محظورة بسبب الرقابة في الصين بينما ينتقد في الوقت نفسه الحكومة الصينية ويظهر لها العواقب التي خلفتها سياسة الطفل الواحد على المواطنين الصينيين العاديين والأطباء والمجتمعات من خلال الرواية.

## الاستقبال
كتبت جوليا لوفيل من صحيفة نيويورك تايمز أن مقارنتها برواية "الطريق المظلم" لما جيان التي تتناول أيضًا حالات الإجهاض في الصين أمرٌ لا مفر منه وأشادت بالجزء الأخير من "الضفدع " مجادلةً بأن الروايتين تبدوان مختلفتين تمامًا في البداية لكنهما "تصفان بلدًا ضل طريقه أرضًا جعلت فيها الدولة القمعية الأفراد عاجزين عن إصدار أحكام أخلاقية مستقلة بشأن السلوك السياسي والاقتصادي والاجتماعي وحيث لا تزال النساء يعانين على أيدي سياسيين ذكور متهورين وأزواج مهووسين بأطفالهم". لكن لوفيل كتبت أيضًا : "سيصاب بخيبة أمل أولئك الذين يتوقعون تحليلًا لنفسية غوغو العميقة. طوال الكتاب يتنقل سرد مو يان هنا وهناك لقد صنع مو يان شهرته وثروته كروائي من أكثر الكُتّاب مبيعًا. مع ذلك أتساءل أحيانًا إن كان قلبه يتجه نحو الأنواع الأدبية الأكثر بصرية واختصارًا لغويًا".
إيزابيل هيلتون كاتبة ومذيعة مقيمة في لندن تُغطي أحداث الصين وهونغ كونغ على نطاق واسع استعرضت رواية "الضفدع" في صحيفة الغارديان قائلةً : "إن استخدام مو يان للسحر والحكايات ألهم مقارنات مع غابرييل غارسيا ماركيز. فشخصياته بما فيها مجموعة العفاريت والشياطين تُعتبر رفقاء يوميين." وكتبت هيلتون أيضًا : "إنهم بشر عاديون طويلو الأناة وحسنو النية تجاه إخوانهم البشر. لا يتوقعون السعادة كثيرًا وفي هذا غالبًا ما يكونون على حق."
قام جيسون شيهان من أن بيه أر بمراجعة كتاب الضفدع وأشاد بمو يان لكتابه المثير للجدل حول سياسات الإجهاض والذي وضع البيئة في بلدة صينية صغيرة. وكتب شيهان إلى أن بيه أر"...كُتب هذا المقال من قِبل رجلٍ يحظى بشرفٍ مشكوكٍ فيه وهو كونه الحائز الصيني الوحيد على جائزة نوبل الذي لم يغادر البلاد ولم يُسجن من قِبَل الحكومة. يان عضوٌ في الحزب الشيوعي ويُطلق عليه بعض المنشقين الصينيين لقب "ناطقٍ بلسان الدولة".
يقول ستيف مور مؤلف كتاب "الرواية : تاريخ بديل" من صحيفة واشنطن بوست إن "الصين خففت مؤخرا من سياسة الطفل الواحد إلى حد ما وكتاب "الضفدع" هو سجل لا يقدر بثمن لهذه التجربة الاجتماعية وعرض آخر لنهج مو يان الجريء والجذاب في الخيال". "لقد اختارت لجنة نوبل بحكمة". وأشاد مور بقدرة يان على إظهار المشاهد العاطفية في جميع أنحاء الرواية حيث يستخدم يان الواقعية في جميع رواياته مما يجعل خاتمة الكتاب "مناسبة".